# Haw Chiou Hwee
Haw Chiou Hwee (* 15. November 1987) ist eine malaysische Badmintonspielerin. 

## Karriere
Haw Chiou Hwee gewann in der Saison 2006/2007 bei den malaysischen Einzelmeisterschaften den Titel im Damendoppel gemeinsam mit Julia Wong Pei Xian. 2007 siegte sie mit Lim Pek Siah ebenfalls im Damendoppel bei den Victorian International. Ein Jahr später wurden beide Zweite bei den New Zealand Open.

## Sportliche Erfolge
| Saison    | Veranstaltung                   | Disziplin   | Platz | Name                                 |
| --------- | ------------------------------- | ----------- | ----- | ------------------------------------ |
| 2006/2007 | Malaysia: Einzelmeisterschaften | Damendoppel | 1     | Julia Wong Pei Xian / Haw Chiou Hwee |
| 2007      | Victorian International         | Damendoppel | 1     | Pek Siah Lim / Chiou Hwee Haw        |
| 2008      | New Zealand Open                | Damendoppel | 2     | Chiou Hwee Haw / Pek Siah Lim        |